# Beatrix Tóth
Beatrix Tóth (Szabadszállás, 10 de março de 1967) é uma ex-handebolista profissional húngara, medalhista olímpica.
Beatrix Tóth fez parte do elenco medalha de bronze em Atlanta 1996, com 1 partida.